# Gouden Griffel
Le Gouden Griffel est un prix de littérature d'enfance et de jeunesse néerlandais. En 2009, un lauréat perçoit 1361,34 €.

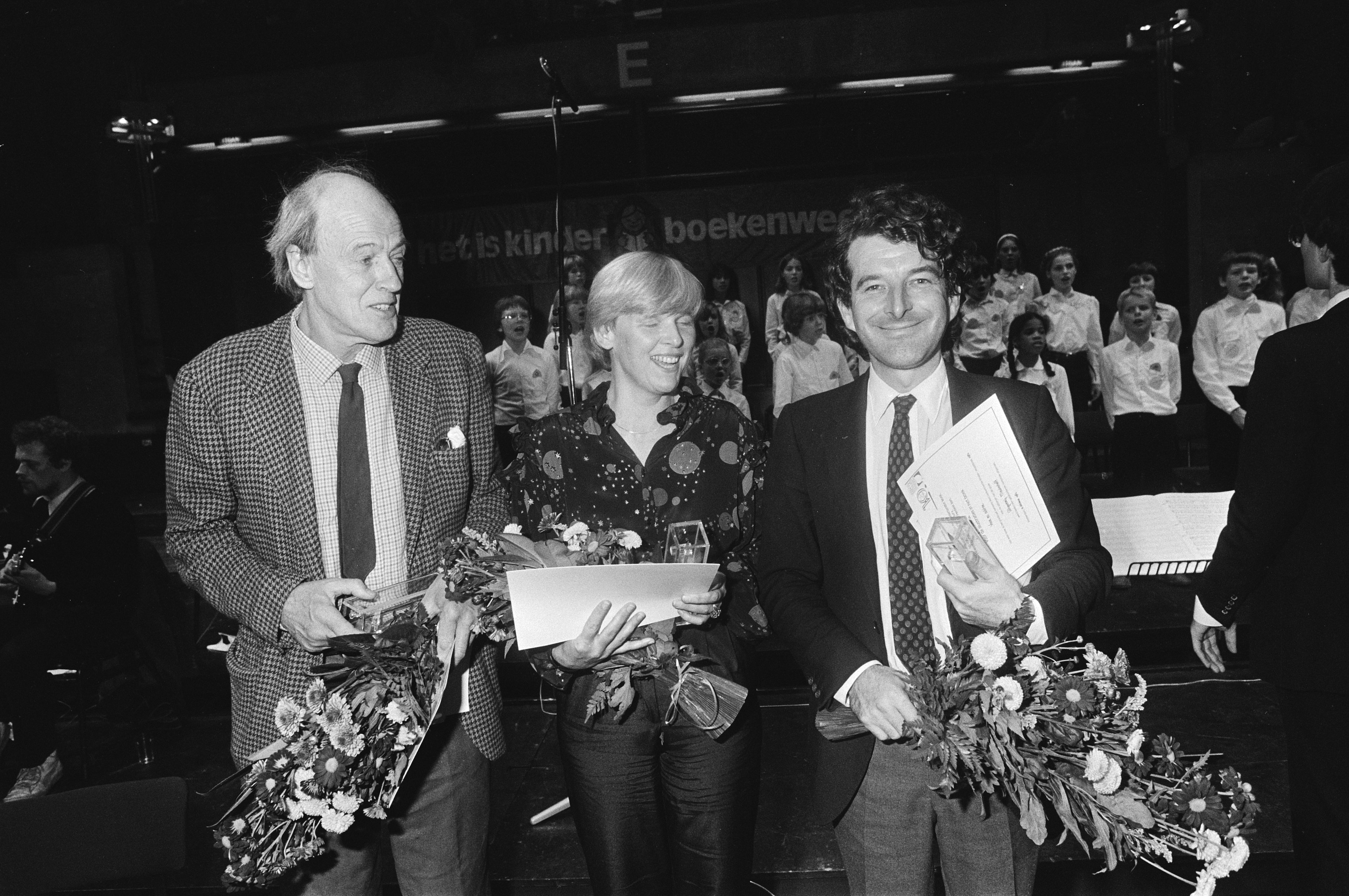
Le 13 octobre 1982, Roald Dahl, prix Zilveren Griffel, Nannie Kuiper, prix Gouden Griffel et Joost Roelofsz, prix Gouden Penseel.

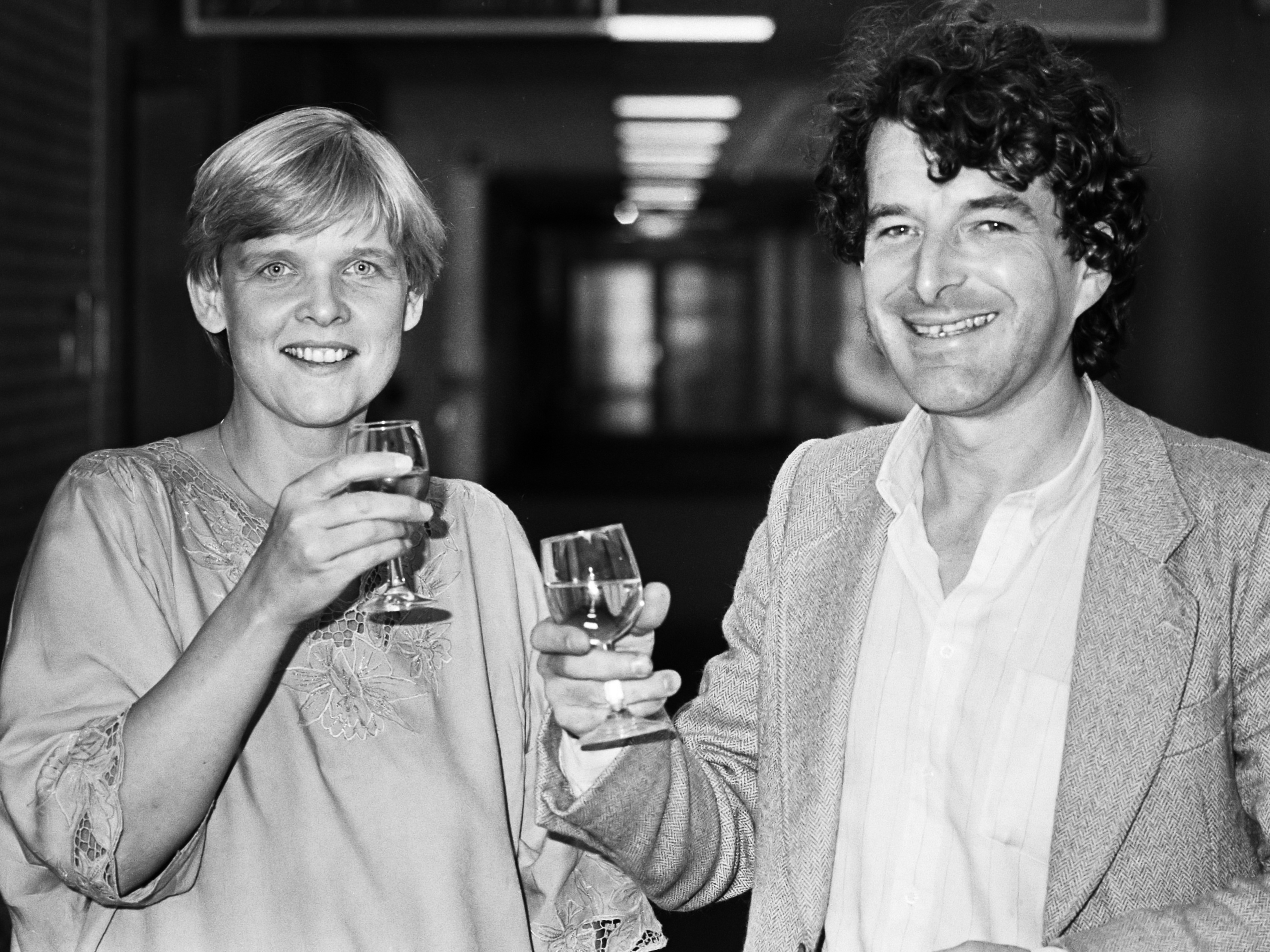
En 1982, les heureux lauréats Nannie Kuiper (prix Gouden Griffel) et Joost Roelofsz (prix Gouden Penselen).

Depuis 1971, il est décerné chaque année lors de la Kinderboekenweek (nl) (Semaine du livre de jeunesse) par la Stichting Collectieve Propaganda van het Nederlandse Boek (nl) aux meilleurs livres de jeunesse de l'année précédente : entre 1954 et 1970, il est seulement décerné à un ouvrage, Kinderboek van het jaar (nl) (Livre de jeunesse de l'année). Depuis, plusieurs prix sont attribués dans différentes catégories à plusieurs auteurs.
Le Gouden Griffel récompense une œuvre écrite en néerlandais. Le Zilveren Griffel (nl) peut concerner une traduction tandis que le Gouden Penseel (nl) et le Zilveren Penseel (nl) s'adressent à des ouvrages illustrés. Et depuis 1997, le Gouden Zoen (nl) et le Zilveren Zoen (nl) distinguent des livres conçus pour des enfants de plus de 12 ans.

## Lauréats[3]
- 1971 - Alet Schouten, De mare van de witte toren
- 1971 - Leonie Kooiker, Het malle ding van bobbistiek
- 1972 - Jan Terlouw, Koning van Katoren
- 1972 - Paul Biegel, De kleine kapitein
- 1973 - Henk Barnard, De Marokkaan en de kat van tante Da
- 1973 - Jan Terlouw, Oorlogswinter
- 1974 - Jaap ter Haar, Het wereldje van Beer Ligthart
- 1974 - Thea Beckman, Kruistocht in spijkerbroek
- 1975 - Alet Schouten, Iolo komt niet spelen
- 1975 - Simone Schell, De nacht van de heksenketelkandij
- 1976 - Guus Kuijer, Met de poppen gooien
- 1977 - Henk Barnard, Kon hesi baka/Kom gauw terug
- 1978 - Els Pelgrom, De kinderen van het Achtste Woud
- 1978 - Miep Diekmann, Wiele wiele stap
- 1979 - Guus Kuijer, Krassen in het tafelblad
- 1980 - Simone Schell, Zeezicht
- 1981 - Annie M.G. Schmidt, Otje
- 1982 - Nannie Kuiper, De eend op de pot
- 1983 - Anton Quintana, De bavianenkoning
- 1984 - Karel Eykman, Liefdesverdriet
- 1984 - Veronica Hazelhoff, Auww!
- 1985 - Els Pelgrom, Kleine Sofie en Lange Wapper
- 1986 - Joke van Leeuwen, Deesje
- 1986 - Willem Wilmink, Waar het hart vol van is
- 1987 - Harriët van Reek, De avonturen van Lena Lena
- 1988 - Toon Tellegen, Toen niemand iets te doen had
- 1989 - Wim Hofman, Het vlot
- 1990 - Els Pelgrom, De eikelvreters
- 1991 - Tine van Buul et Bianca StigterAls je goed om je heen kijkt zie je dat alles gekleurd is
- 1992 - Max Velthuijs, Kikker en het vogeltje
- 1993 - Paul Biegel, Nachtverhaal
- 1994 - Toon Tellegen, Bijna iedereen kon omvallen
- 1995 - Ted van Lieshout, Begin een torentje van niks
- 1996 - Guus Middag, Ik maak nooit iets mee en andere verhalen
- 1997 - Sjoerd Kuyper, Robin en God
- 1998 - Wim Hofman, Zwart als inkt
- 1999 - Annie Makkink, Helden op sokken
- 2000 - Guus Kuijer, Voor altijd samen, amen
- 2001 - Ingrid Godon et André Sollie voor Wachten op Matroos
- 2002 - Peter van Gestel, Winterijs
- 2003 - Daan Remmerts de Vries, Godje
- 2004 - Hans Hagen, De dans van de drummer
- 2005 - Guus Kuijer,Het boek van alle dingen
- 2006 - Mireille Geus, Big
- 2007 - Marjolijn Hof, Een kleine kans
- 2008 - Jan Paul Schutten, Kinderen van Amsterdam
- 2009 - Peter Verhelst, Het Geheim van de Keel van de Nachtegaal, d'après Hans Christian Andersen, ill. de Carll Cneut traduction française : Le secret du chant du rossignol, éd. L’École des loisirs, 2009
- 2010 - Daan Remmerts de Vries, Voordat jij er was
- 2011 - Simon van der Geest, Dissus
- 2012 - Bibi Dumon Tak, Winterdieren
- 2013 - Simon van der Geest, Spinder

En 2004, pour marquer les 50 ans du prix, le Griffel des Griffel a été attribué à Tonke Dragt pour De brief voor de koning qui avait reçu le prix Kinderboek van het jaar en 1963.